# Biegi narciarskie na Mistrzostwach Świata w Narciarstwie Klasycznym 2023 – sztafeta mężczyzn
Sztafeta 4 × 10 km mężczyzn – jedna z konkurencji rozgrywanych w ramach biegów narciarskich na Mistrzostwach Świata w Narciarstwie Klasycznym 2023. Zawody zostały rozegrane 3 marca 2023 roku. Tytuł mistrzów świata obronili Norwegowie, drugie miejsce zajęli Finowie, a brązowy medal wywalczyli Niemcy. Do startu przystąpiło 15 sztafet; Polska nie startowała.
Dwóch pierwszych zawodników biegło po 10 km techniką klasyczną. Po przebiegnięciu tego dystansu, dwóch kolejnych zawodników biegło po 10 km techniką dowolną.

## Wyniki
| Miejsce | Nr | Reprezentacja                                                                                 | Czas                                      | Strata  |
| ------- | -- | --------------------------------------------------------------------------------------------- | ----------------------------------------- | ------- |
| 01 !    | 1  | Norwegia · Hans Christer Holund · Pål Golberg · Simen Hegstad Krüger · Johannes Høsflot Klæbo | 1:32:54,7 24:34,9 24:16,7 21:32,4 22:30,7 | —       |
| 02 !    | 5  | Finlandia · Ristomatti Hakola · Iivo Niskanen · Perttu Hyvärinen · Niko Anttola               | 1:33:41,6 25:01,0 24:14,7 22:09,5 22:16,4 | +46,9   |
| 03 !    | 4  | Niemcy · Albert Kuchler · Janosch Brugger · Jonas Dobler · Friedrich Moch                     | 1:33:54,5 25:03,0 25:09,7 21:44,5 21:57,3 | +59,8   |
| 4       | 2  | Francja · Richard Jouve · Hugo Lapalus · Clément Parisse · Jules Lapierre                     | 1:33:55,2 25:00,6 24:53,8 22:02,1 21:58,7 | +1:00,5 |
| 5       | 10 | Kanada · Xavier McKeever · Antoine Cyr · Graham Ritchie · Olivier Léveillé                    | 1:34:17,2 25:01,7 24:53,7 22:00,4 22:21,4 | +1:22,5 |
| 6       | 3  | Szwecja · Johan Häggström · Jens Burman · William Poromaa · Calle Halfvarsson                 | 1:34:31,4 25:02,2 24:52,9 22:01,7 22:34,6 | +1:36,7 |
| 7       | 8  | Stany Zjednoczone · Ben Ogden · Hunter Wonders · Scott Patterson · Gus Schumacher             | 1:36:05,4 25:01,4 26:02,7 22:16,7 22:44,6 | +3:10,7 |
| 8       | 6  | Szwajcaria · Beda Klee · Jonas Baumann · Candide Pralong · Cyril Fähndrich                    | 1:36:57,6 25:00,1 24:55,3 23:17,0 23:45,2 | +4:02,9 |
| 9       | 7  | Włochy · Dietmar Nöckler · Francesco De Fabiani · Paolo Ventura · Federico Pellegrino         | 1:38:11,9 25:34,2 25:53,3 23:18,4 23:26,0 | +5:17,2 |
| 10      | 9  | Japonia · Ryō Hirose · Takanori Ebina · Naoto Baba · Haruki Yamashita                         | 1:39:03,3 25:14,4 26:58,2 23:11,7 23:39,0 | +6:08,6 |
| 11      | 12 | Słowenia · Miha Šimenc · Miha Ličef · Vili Črv · Boštjan Korošec                              | 1:39:37,6 25:02,7 25:46,2 24:10,2 24:38,5 | +6:42,9 |
| 12      | 13 | Estonia · Martin Himma · Marko Kilp · Alvar Johannes Alev · Kaarel Kasper Kõrge               | 1:40:12,0 26:31,6 26:57,2 23:33,1 23:10,1 | +7:17,3 |
| 13      | 15 | Kazachstan · Naił Baszmakow · Witalij Puchkało · Olżas Klimin · Jernur Beksułtan              | 1:42:10,5 26:30,0 25:52,2 24:08,1 25:40,2 | +9:15,8 |
| 14      | 14 | Łotwa · Raimo Vīgants · Niks Saulītis · Lauris Kaparkalējs · Rainers Paeglis                  | LAP 26:30,1 29:28,6                       | —       |
| 15      | 11 | Czechy · Tomáš Dufek · Luděk Šeller · Tomáš Lukeš · Kryštof Zatloukal                         | LAP 28:46,1 28:09,0                       | —       |